# جواو سوزا (لاعب كرة قدم)
جواو سوزا هو لاعب كرة قدم برتغالي في مركز الدفاع، ولد في 13 مايو 1994. لعب مع ريال سبورت كلوب وموريرينسي.

## وصلات خارجية
- جواو سوزا على موقع قاعدة بيانات كرة القدم.إي يو (الإنجليزية)
- جواو سوزا على موقع Soccerway.com (الإنجليزية)